# آردون
اردون (به اسپانیایی: Ardón) یکی از دهستان‌های اسپانیا است که در استان لئون، اسپانیا واقع شده‌است.

## خصوصیات
اردون ۴۸٫۶۵ کیلومترمربع مساحت و ۶۱۳ نفر جمعیت دارد و ۷۶۶ متر بالاتر از سطح دریا واقع شده‌است.